# Glyptopeltis purpurea
Glyptopeltis purpurea är en kackerlacksart som först beskrevs av Walker, F. 1868.  Glyptopeltis purpurea ingår i släktet Glyptopeltis och familjen jättekackerlackor. Inga underarter finns listade i Catalogue of Life.